# Министерство образования Шри-Ланки
Министерство образования Шри-Ланки руководит разработкой и осуществлением политики в области начального и среднего образования в Шри-Ланке. Министерство не несет ответственности за высшее образование, которое подпадает под Министерство высшего образования, тем не менее два университета приходятся подконтрольными министерству:
- Университет Буддасравака Бхикшу
- Буддистско-палийский университет Шри-Ланки